# Alexander Schmidt
Alexander Schmidt (Muhu, 15 de maio de 1831 - Tartu 10 de abril de 1894) foi um fisiologista que nasceu na Ilha de Mohn, que hoje é chamado Muhu, Estónia. Em 1858, ele recebeu seu doutorado em Medicina pela Universidade de Tartu e, posteriormente, foi assistente de Felix Hoppe-Seyler (1825-1895) em Berlim, e Carl Ludwig (1816-1895), em Leipzig. Em 1869 ele sucedeu Friedrich Bidder (1810-1894), como professor de fisiologia em Dorpat, onde permaneceu pelo resto de sua vida.
Schmidt é lembrado por sua pesquisa envolvendo o processo de coagulação do sangue, demonstrando que a transformação do fibrinogênio em fibrina é resultado de um processo enzimático. Ele chamou a enzima hipotética "trombina", e chamou o seu precursor de protrombina. A Schmidt é creditado o fornecimento de bases para a criação de sistemas anti-coagulação e do desenvolvimento de transfusão de sangue.